# MuseuMap
A MuseuMap portál a Magyar Nemzeti Múzeum Országos Muzeológiai Módszertani és Információs Központjának (hivatalos rövidítéssel MNM OMMIK) aggregációs adatbázisához csatlakozó portál, annak adatmegjelenítő és gépi interfészei. A portált 2016-os indulása óta a Magyar Nemzeti Múzeum működteti, mint a hazai múzeumi ágazat aggregációs feladataival megbízott intézmény. A szakmai irányítást az MNM OMMIK végzi.
A magyar múzeumi digitalizáció online csatornájaként az ország egész területéről gyűjti a digitális múzeumi rekordokat. A műtárgyakról készült rekordok a részletes metaadatok és az informatív leírások mellett képeket és 3D modelleket is tartalmazhatnak.

## Szolgáltatások
A MuseuMap-nek a digitális rekordok szakszerű gyűjtése, azok katalógusszerű közzététele mellett a műtárgyak online térbeli bemutatása is feladata, így folyamatosan bővül a szolgáltatások köre.

#### MuseuMap szolgáltatásai csatlakozott partnereknek
- A partner múzeum gyűjteményeinek publikálása a MuseuMap portálon.
- Kapcsolódás biztosítása az Europeana portálhoz: A csatlakozó múzeumok számára lehetőség nyílik, hogy rekordjaik megjelenjenek az Europeana oldalán is.
- A partner múzeum főbb eseményeinek megosztása és gyűjteményeinek promotálása.
- Szakmai-módszertani segítségnyújtás a minőségi digitalizáláshoz.

#### MuseuMap szolgáltatásai látogatóknak
- Regisztráció: A felhasználók regisztráció után hozzáférhetnek a folyamatosan bővülő szolgáltatások köréhez.

- Részletes keresés a műtárgyak között.
- Színek szerinti keresés (MI támogatással).

- Tájékozódás a múzeumok aktuális programjairól.

- A MyMuseumap oldalon saját galéria és prezentáció létrehozása megosztási lehetőséggel.

- Játék a MuseuMap tárgyaival: A MuseuMap főoldalán és a MuseuMap Gallery oldalán található játékok alapjául a KDS Mintaprojekt során digitalizált, a MuseuMap oldalán megtalálható műtárgyak szolgálnak.

- Hírek: A Partnerintézmények és a múzeumi világ kiemelkedő hírei

#### MuseuMap Gallery szolgáltatásai
A MuseuMap Gallery a MuseuMap portál bővítéseként jött létre, annak aloldalaként.
- Műtárgyak és történetek (Felfedezés menüpont): A KDS keretein belül digitalizált műtárgyak történeteikkel együtt ismerhetők meg, kiemelten a 3D modellek.

- Virtuális kiállítások (Kiállítások menüpont): A digitalizálásban résztvevő partnerintézmények virtuális kiállításai és online galériái tekinthetők meg.

- Interaktív múzeumi szertár (Tanulás menüpont): Az oktatás támogatására elindult program a múzeumok online oktatást segítő videókkal és magyarázatokkal ellátott, interaktív tananyagait teszi elérhetővé mindenki számára.

- Játék a MuseuMap tárgyaival: (lásd fentebb)

## Az Europeana akkreditált aggregátora (2019)
2019-ben a MuseuMap megkapta az Europeanától – Európa aggregációs szolgáltatójától – hivatalosan is az akkreditált partner címet. Az Europeana összefogja a területet, a tematikus és a nemzeti aggregátorokat Európa szerte, így lehetővé téve az európai digitális kulturális örökség megőrzését. A magyar országos és regionális intézmények gyűjteményeiből származó tárgyak széles palettát fednek le a népművészettől kezdve, különös orvostudományi eszközökön át a klasszikus képzőművészeti alkotásokig.

## Közgyűjteményi Digitalizálási Stratégia – Mintaprojekt (2019-2021)
2019-2021 között valósult meg a Közgyűjteményi Digitalizálási Stratégia (KDS), vagyis az országos műtárgy digitalizálási projekt. A projekt elsődleges célja a magyar múzeumi gyűjtemények digitalizálása, s a közgyűjteményi tartalmak hozzáférhetőségének akadálymentes biztosítása minél szélesebb körben a kultúrafogyasztók számára.
A KDS Mintaprojekt feladatait a Szépművészeti Múzeum és a Magyar Nemzeti Múzeum (MNM) látta el közösen. A Szépművészeti Múzeum foglalkozott a digitális gyűjteményfejlesztéssel, vagyis működtette a Mobil Digitalizálási Műhelyt, melynek feladata a műtárgyak fotózása és scanelése, valamint a műtárgyakhoz kapcsolódó kiemelt minőségű metaadatok gyűjtése. A Magyar Nemzeti Múzeum, a program keretein belül gyűjtött jó minőségű digitális objektumokat és műtárgyrekordokat fogadja és publikálja jelenleg is a MuseuMap portálon, a múzeumi aggregációs szolgáltatás publikus felületén.
A megvalósult országos műtárgy digitalizálási projekt keretében kitűnő minőségű műtárgyfotók, 3D modellek és részletes leírások készültek, mely tartalmakkal folyamatosan bővül a MuseuMap adatbázisa, s az újonnan csatlakozó múzeumokról a MuseuMap Partnerek oldalán készül profiloldal.
A Sketchfab felületén a projekt keretében elkészült 3D modellek alkotnak egy igazán egyedi és sokszínű online gyűjteményt. 

## Pandémia (2020-2021)
A megváltozott körülmények a MuseuMap oldalon is változásokat hoztak. Átalakult a Hírek szakasza, majd teljes arculati változás következett, ezzel párhuzamosan a KDS Mintaprojekt 3D modelljei a Sketchfab mellett már a MuseuMap adatbázisába is folyamatosan betöltődnek és a rekordok oldalain is megtekinthetők. Bővültek és fejlődtek a MyMuseumap szolgáltatás funkciói, mely magával hozta a látványosabb online prezentálás lehetőségét. A MyMuseumap menüpontban tematikus galériák készíthetők és továbbiak találhatók az aggregációs portálra felkerült rekordokból.
A fejlesztésnek köszönhetően elkezdődött a rekordok egyedi címkézése, mely a kereshetőséget támogatja.
Elindult a MuseuMap teljesen új és összetett szolgáltatása a Museumap Gallery.

## Museumap Gallery (2020)
Az MNM OMMIK által indított fejlesztés nyomán 2020 májusában bővült a portál a Museumap Gallery-vel, ahol a hazai muzeális gyűjtemények digitális tartalmai látványos formában, kontextusba helyezve ismerhetők meg. A szolgáltatás célja a partnerintézmények online térbeni jelenlétének erősítése, valamint hogy a jó minőségű fotók, a 3D modellek és a virtuális kiállítások a hozzájuk tartozó izgalmas történetekkel felhívják az oldalra látogatók figyelmét, és motiválják őket arra, hogy akár oktatási, akár rekreációs céllal tovább népszerűsítsék, használják a tartalmakat.
A MuseuMap portál aloldalaként, 3 fő résszel indult el a MuseuMap Gallery: a Felfedezés, a Kiállítások és a Tanulás menüpontokkal. Legújabb szolgáltatása a Játékok menüpont.

## Külső hivatkozások
- A MuseuMap hivatalos oldala
- A MuseuMap Gallery hivatalos oldala
- Az MNM OMMIK hivatalos oldala
- A Sketchfab hivatalos oldala
- Az Europeana hivatalos oldala